# Howie Williams
Howard Earl "Howie" Williams (New Ross (Indiana), 29 de outubro de 1927 - Phoenix (Arizona), 25 de dezembro de 2004) foi um basquetebolista estadunidense que integrou a Seleção Estadunidense na conquista da Medalha de Ouro disputada nos XV Jogos Olímpicos de Verão em 1952 realizados em Helsínquia na Finlândia.